# Chen Mei-Hua
Chen Mei-Hua es una deportista taiwanesa que compitió en taekwondo. Ganó dos medallas en el Campeonato Asiático de Taekwondo, en los años 1990 y 1992.

## Palmarés internacional
| Representando a China Taipéi |                        |                   |           |
| Campeonato Asiático          |                        |                   |           |
| Año                          | Lugar                  | Medalla           | Categoría |
| 1990                         | Taipéi (Taiwán)        | Medalla de bronce | –51 kg    |
| 1992                         | Kuala Lumpur (Malasia) | Medalla de plata  | –51 kg    |